# Tamori
Tamori  (タモリ?), pseudonimo di Kazuyoshi Morita (森田 一義?, Morita Kazuyoshi; Fukuoka, 22 agosto 1945), è un comico, conduttore televisivo e attore giapponese.
Insieme a Takeshi Kitano e Sanma Akashiya è considerato uno dei tre maggiori esponenti  (ビッグ3?, biggu 3) della comicità giapponese.

## Biografia
Nato a Fukuoka nel 1945, Tamori abbandona gli studi alla Waseda University di Tokyo per lavorare prima come agente assicurativo, poi come gestore di una sala bowling e di un piccolo ristorante. Viene scoperto e introdotto nel mondo dello spettacolo dal jazzista Yōsuke Yamashita, che rimane colpito dalle sue doti di imitatore. Successivamente stringe un rapporto di amicizia con il mankaga Fujio Akatsuka, grazie al quale debutta in televisione come comico nel 1975. Nell'anno successivo diventa presentatore dello show radiofonico All Night Nippon, prima di raggiungere la consacrazione grazie alle apparizioni nel popolare varietà televisivo Kinyo 10ji! Uwasa no channel.
Negli anni Tamori ha presentato numerosi show televisivi giapponesi, dei quali il più conosciuto è Waratte iitomo! della Fuji TV, andato in onda ininterrottamente ogni giorno per circa trentadue anni, dal 1982 al 2014. Altri programmi celebri sono Tamori Club, Music Station (TV Asahi) e Jungle TV, andato in onda dal 1994 al 2002 sulla TBS. Noto per la sua abitudine di indossare costantemente un paio di occhiali da sole (divenuti il suo marchio di fabbrica), come altri tarento giapponesi ha anche recitato in vari film e pubblicato cinque album discografici.

## Televisione
- Waratte iitomo! (笑っていいとも!?) (Fuji TV, 1982-2014)
- Kon'ya wa saikō! (今夜は最高!?) (NTV, 1982-1989)
- Tamori Club (タモリ倶楽部?, Tamori kurabu) (TV Asahi, dal 1982 - in corso)
- Music Station (ミュージックステーション?, Myūjikku sutēshon) (TV Asahi, dal 1986 - in corso)
- Tamori no ongaku wa sekai da (タモリの音楽は世界だ?) (TV Tokyo, 1990-1996)
- Vocabula tengoku (ボキャブラ天国?, Bokabyura tengoku) (Fuji TV, 1992-2008)
- Jungle TV (ジャングルTV?, Janguru TV) (TBS, 1994-2002)
- Trivia no izumi (トリビアの泉?, Toribia no izumi) (Fuji TV, 2002-2012)
- Tamori no Japonica Logos (タモリのジャポニカロゴス?, Tamori no japonika rogosu) (Fuji TV, 2005-2008)
- Bura Tamori (ブラタモリ?) (NHK, 2008-2012)
- Yoru Tamori (ヨルタモリ?) (Fuji TV, dal 2014 - in corso)

## Radio
- Tamori no All Night Nippon (タモリのオールナイトニッポン?, Tamori no ōrunaito Nippon) (NBS, 1976-1983)
- Tamori no shūkan dynamic (タモリの週刊ダイナマイク?, Tamori no shūkan dainamaiku) (NBS, 1990-2005)
- Buri Tamori daihyakkajiten (ブリタモリ大百科事典?) (NBS, 2005-2006)

## Filmografia

### Cinema
- Kigeki yakusha-tachi: Cooper to Gable (喜劇役者たち 九八とゲイブル?, Kigeki yakusha-tachi kyūhachi to geiburu), regia di Masaharu Segawa (1978)
- Hakata-kko junjō (博多っ子純情?), regia di Chūsei Sone (1978)
- Shimoochiai yakitori movie (下落合焼とりムービー?, Shimochiai yakitori mūbī), regia di Shin'ya Yamamoto (1979)
- Una piscina senz'acqua (水のないプール?, Mizu no nai pūru), regia di Kōji Wakamatsu (1982)
- The Kidnap Blues (キッドナップ・ブルース?, Kiddonappu burūsu), regia di Shinpei Asai (1982)
- Daijōbu, My Friend (だいじょうぶマイフレンド?, Daijōbu mai furendo), regia di Ryū Murakami (1983)
- Keiji monogatari 2 - Ringo no uta (刑事物語2 りんごの詩?), regia di Rokura Shimigura (1983)
- Aizome Kyōko no mibōjin geshuku (愛染恭子の未亡人下宿?), regia di Shin'ya Yamamoto (1984)
- Hoshikuzu kyōdai no densetsu (星くず兄弟の伝説?), regia di Makoto Tezuka (1985)
- Jazz Daimyō (ジャズ大名?, Jazu daimyō), regia di Kikachi Okamoto (1986)
- Katayoku dake no tenshi (片翼だけの天使?), regia di Toshio Masuda (1986)
- Tanba Tetsurō no daireikai shindara odoroita!! (丹波哲郎の大霊界死んだらおどろいた!!?), regia di Mitsunori Hattori (1990)
- Yo ni mo kimyō na monogatari - Eiga no tokubetsu-hen (世にも奇妙な物語 映画の特別編?), regia di Tomoko Aizawa, Ryōichi Kimizuka, Motoki Nakamura, Masayuki Ochiai e Katsuhide Suzuki (2000) - narratore
- Yadosagashi (やどさがし?) - cortometraggio, regia di Hayao Miyazaki (2006) - doppiatore
- Hero, regia di Masayuki Suzuki (2007)

### Film TV
- Yo ni mo kimyō na monogatari - Haru no tokubetsu-hen (世にも奇妙な物語 春の特別編?), regia di Mamoru Hoshi, Ryoko Hashida, Hidetomo Matsuda, Masayuki Ochiai e Katsuhide Suzuki (Fuji TV, 1991) - narratore
- Yo ni mo kimyō na monogatari - 1997 Haru no tokubetsu-hen (世にも奇妙な物語 春の特別編 〔1997年〕?), regia di Hidetomo Matsuda, Isamu Nakae, Masayuki Ochiai, Misao Ogura e Masato Tsujino (Fuji TV, 1997) - narratore
- Yo ni mo kimyō na monogatari - Aki no tokubetsu-hen (世にも奇妙な物語 秋の特別編?), regia di Masato Hijikata, Momoru Hoshi, Masayuki Ochiai, Tetsuya Nakashima e Hiroshi Nishitani (Fuji TV, 2001) - narratore
- Wada Akiko satsujin jiken (和田アキ子殺人事件?), regia di Tsuyoshi Katayama (TBS, 2007)
- Yo ni mo kimyō na monogatari - 2009 Aki no tokubetsu-hen (世にも奇妙な物語 秋の特別編 〔2009年〕?), regia di Masato Hijikata, Jun'ichi Ishikawa, Kazuyuki Iwata, Masayuki Suzuki e Naoki Yoshida  (Fuji TV, 2009) - narratore
- Yo ni mo kimyō na monogatari - 20-shūnen special Aki: Ninki sakka kyōen-hen (世にも奇妙な物語 20周年スペシャル・秋 〜人気作家競演編〜?) (Fuji TV, 2010) - narratore
- Yo ni mo kimyō na monogatari - 21 seiki 21-nen-me no tokubetsu-hen (世にも奇妙な物語 21世紀 21年目の特別編?), regia di Kazuyuki Iwata, Yoshinori Kobayashi, Masayuki Suzuki, Jun'ichi Tsuzuki e Yasushi Ueda (Fuji TV, 2011) - narratore
- Yo ni mo kimyō na monogatari - 2013 Aki no tokubetsu-hen (世にも奇妙な物語 秋の特別編 〔2013年〕?) (Fuji TV, 2013) - narratore
- Yo ni mo kimyō na monogatari - 2014 Haru no tokubetsu-hen (世にも奇妙な物語 春の特別編 〔2014年〕?), regia di Jun'ichi Ishikawa, Tsukuru Matsuki, Masataka Takamaru, Yasushi Ueda, Daisuke Yamauchi (Fuji TV, 2014) - narratore

### Serie televisive
- Tobe! Sangokū (飛べ!孫悟空?), episodi 20-21 (TBS, 1977-1979)
- Yo ni mo kimyō na monogatari (世にも奇妙な物語?) (TBS, 1990-1992) - narratore
- If - Moshimo (If もしも?) (Fuji TV, 1993) - narratore
- ATARU, episodio 11 (TBS, 2012)

## Discografia
- 1977 - Tamori
- 1978 - Tamori 2
- 1981 - Tamori 3: Sengo Nihon kayō-shi
- 1981 - Radical Hysteria Tour
- 1986 - How About This